# Parco paleontologico di Cene
Il parco paleontologico di Cene è situato nell'omonimo comune, in Val Seriana, nella provincia di Bergamo.

## L'era triassica
Il parco conserva reperti fossili risalenti a circa 220 milioni di anni fa, alla fine del periodo triassico; in quel periodo, nella zona della val Seriana dove ora si trova il parco, era presente un mare tropicale con barriere coralline, lagune e piccole isole.
Quelle che oggi appaiono come montagne della catena montuosa delle Prealpi Orobiche, in quell'era altro non erano che le coste di un oceano conosciuto come Oceano Tetide.
Erano presenti numerose forme di animali quali coralli, pesci e rettili che, tramite la loro fossilizzazione ci permettono di comprendere come fosse la vita di queste valli in un periodo così lontano.

## Il parco
Riconosciuto come raccolta museale, è di proprietà del comune di Cene, ed è gestito dalla Comunità montana della Valle Seriana con la collaborazione scientifica del Museo di scienze naturali di Bergamo.

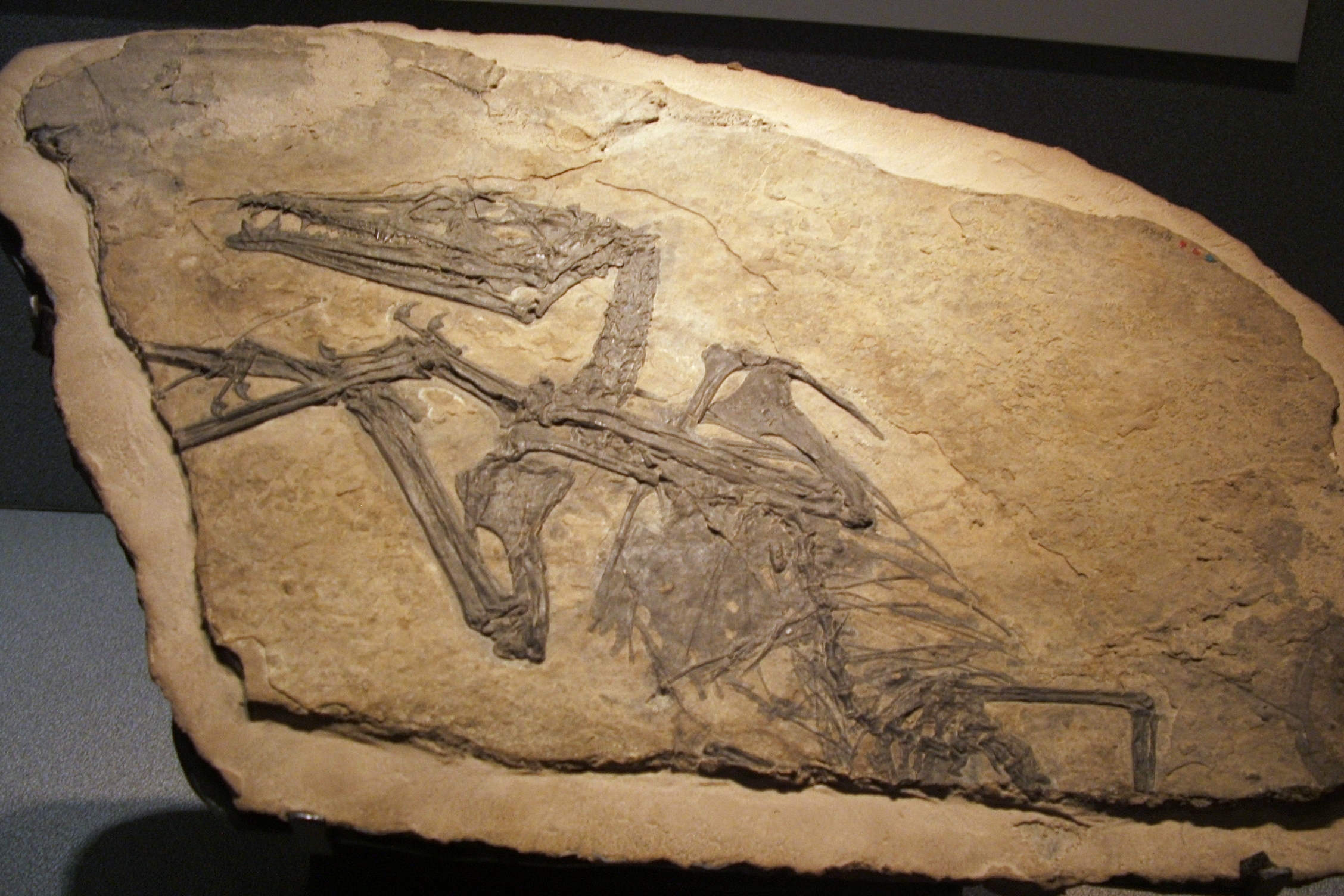
Il fossile dell'Eudimorphodon ranzii

Il parco è ubicato a nord del paese in una località nota come  Cava Ratta, in cui era presente un'attività di estrazione di pietra utilizzata nell'edilizia. Questa attività estrattiva cessò nel 1965 quando una frana interruppe la produzione.
Fu però un ricercatore della zona, Antonio Canova, a trovare il primo fossile nella zona interessata dallo smottamento. Si trattava di un frammento di pesce, sufficiente a fare comprendere che tra quelle rocce si poteva trovare qualcosa di molto più consistente. Si mise l'area sotto tutela e numerosi ricercatori del museo di Bergamo cominciarono a scavare facendo riaffiorare migliaia di fossili in uno stato pressoché perfetto.
Nel 1973, durante uno di questi scavi, venne portato alla luce quello che tuttora è considerato il più grande ritrovamento paleontologico effettuato nella regione: un esemplare di rettile volante con un’apertura alare di un metro, ribattezzato Eudimorphodon ranzii, che rivoluzionò le ipotesi fino ad allora elaborate sull'origine degli pterosauri; si riteneva infatti che questi esseri fossero comparsi sulla terra soltanto nell'era giurassica, 20 milioni di anni più tardi rispetto al periodo del triassico nel quale fu datato questo scheletro perfettamente conservato. Questo reperto divenne l'olotipo della specie ed è conservato presso il  Museo di scienze naturali di Bergamo.

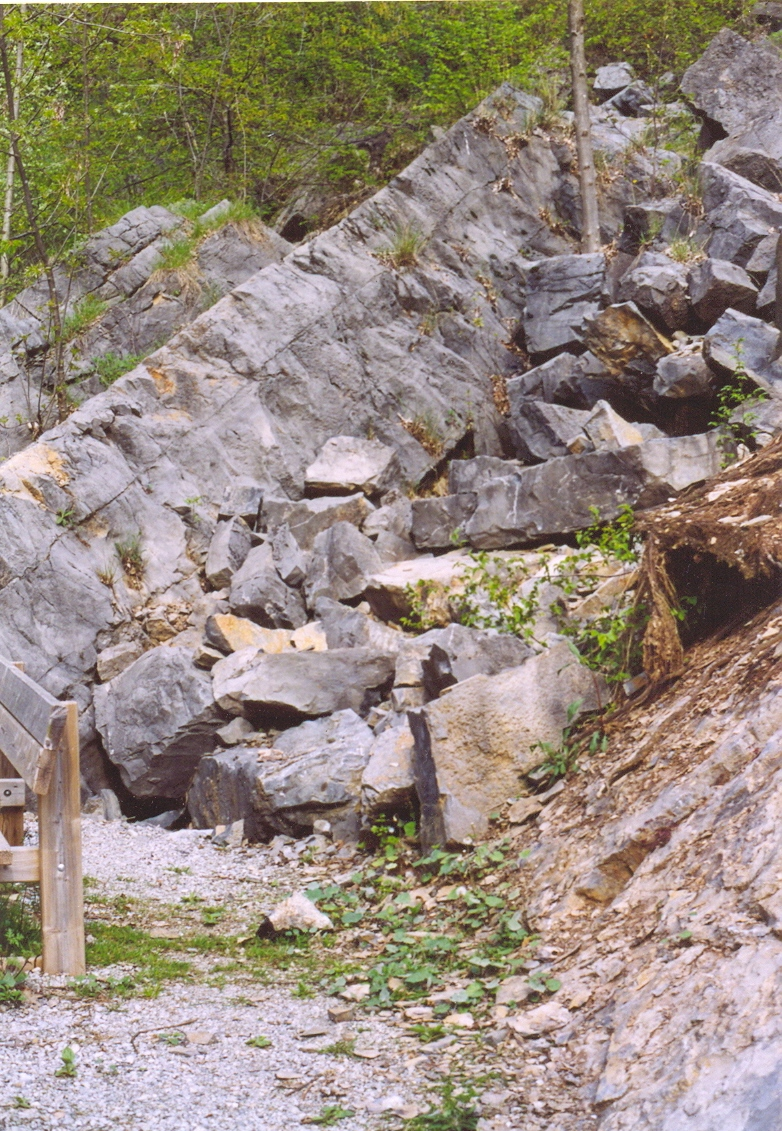
Gli scavi dove è stato rinvenuto lo pterosauro

La zona della Cava Ratta continuò a restituire grandi quantitativi di materiale fossile anche negli anni successivi, tanto che le autorità decisero, per evitare che questo patrimonio paleontologico venisse “depredato”, di istituirvi un'area protetta.
Fu così che nel 1992 una sinergia tra il  Museo di scienze naturali di Bergamo e la  Comunità montana della Valle Seriana ha permesso di avviare un progetto che valorizzasse e proteggesse l'area in questione, tanto da far nascere dieci anni più tardi il Parco Paleontologico di Cene, inaugurato appunto nel 2002.

## Iniziative ed utenza
Finalizzato alla protezione e valorizzazione dell'area, il parco si rivolge ad un'utenza di ogni età, con particolare attenzione per le scuole con iniziative volte al coinvolgimento di alunni delle scuole primarie e secondarie, una sezione didattica che propone numerosi percorsi “ad hoc” per le scolaresche, con lezioni teoriche, laboratori e visite guidate.
Il Parco è aperto gratuitamente da giugno a settembre il sabato e la domenica pomeriggio.
Nell'edificio adibito ad ingresso si possono trovare sia una zona informativa, dotata di pannelli che indicano la storia geologica della zona, che un'area riservata ai bambini, con una piccola biblioteca e servizi educativi. Sono disponibili anche sussidi multimediali in italiano, che illustrano gli aspetti botanici e zoologici dell'area; accompagnatori sono sempre a disposizione per visite guidate all'interno dell'area.
Dal 2003 il parco è stato dotato anche di un sentiero naturalistico, da cui si può arrivare nei pressi degli scavi in cui fu rinvenuto il fossile dello pterosauro e migliaia di altri fossili.